# Carrù
Carrù (Carȕ in piemontese) è un comune italiano di 4 476 abitanti della provincia di Cuneo in Piemonte, situato all'inizio della Langa (è anche detto Pòrta dla Langa).

## Storia
In origine la zona dove oggi è edificata Carrù era abitata dai Celti Bagienni.
In tempo medioevale Carrù fece parte della Contea di Bredolo (Mondovì) e nel 901 passò sotto l'amministrazione della signoria dei Vescovi d'Asti. Nel 1250 fu ceduta nuovamente al comune di Mondovì alla famiglia dei Bressano. Sottomessosi agli Angiò, Carrù passò nel 1258 alla famiglia francese e nel 1318 ai principi d'Acaia sino al 1370, anno in cui passò sotto al marchese di Monferrato.
Passò quindi sotto i marchesi di Ceva nel 1372 e nel 1418 sotto Ludovico Costa, Luogotenente del principe Ludovico d'Acaia: il feudo resterà nominalmente alla famiglia Costa sino al 1872.
Nel XVI secolo Carrù fu preda di saccheggi e di stragi da parte delle truppe francesi e spagnole, nonché decimata da pestilenze e carestie.
I Carruccesi si vendicarono nel 1704 quando durante la secessione in Spagna furono tenute prigioniere duecento truppe provenienti da Francia e Spagna.
Nel 1706 più di trecento Carruccesi presero parte alla difesa di Torino contro i Franco-Ispanici, i quali tra il 1726 ed il 1728, transitando per la zona, si fecero rifornire dagli abitanti del paese, assestando un duro colpo all'economia della zona.
A Carrù transitò pure Napoleone Bonaparte, la sera del 23 aprile 1796 (dopo le vittorie sulle truppe austro-ungariche a Dego, Cairo Montenotte, Cosseria, Millesimo, San Michele Mondovì e Mondovì), durante la sua discesa in Italia. Le sue armate si fermarono a dormire sulla collina Preosa, mentre Napoleone dormì in paese, in una casa nell'odierna via Mazzini appartenente all'avvocato Piero Antonio Massimino, decretando che 60.539 lire dovevano essere date ai suoi soldati come tassa da parte dei cittadini.
Nel 1799 si stanziarono le truppe austro-russe che, dopo le razzie dei francesi, dilapidarono Carrù di viveri e ai cittadini furono imposte pesanti tasse.
Dopo la battaglia di Marengo nel 1800 i francesi tornarono a Carrù, devastando la campagna ed imponendo nuovi e pesanti tasse, rimanendovi sino al 1815, l'anno della restaurazione.
Durante la seconda guerra mondiale. le truppe tedesche presero il controllo del castello di Carrù (oggi sede della Banca Alpi Marittime) e durante il periodo della liberazione morirono diciassette partigiani Carruccesi nel tentativo di liberare il paese, tra i quali era presente Giuseppe Perotti (Medaglia d'oro al Valor Militare). 
A Carrù nasce il 24 marzo del 1874 Luigi Numa Lorenzo Einaudi, che sarà eletto dal Parlamento Italiano nel 1948 come il primo presidente  della Repubblica Italiana (Enrico De Nicola era stato eletto presidente dalla Costituente nel Giugno del 1946 dopo il referendum Monarchia-Repubblica), Nel 1955, terminato il mandato presidenziale, è nominato senatore a vita e professore emerito.

### Simboli
Lo stemma storico del comune si presentava d'azzurro, all'albero di … fruttato, al naturale; accompagnato da otto fiordalisi d'argento ordinati in cinta.
Il gonfalone in uso è un drappo di bianco.

### Leggende
Ogni paese ha le proprie leggende che si tramandano oralmente di generazione in generazione. Carrù ne ha una molto famosa: si tratta della Storia della Dama Blu.
Paola Cristina del Carretto era la moglie di Gerolamo Costa, padrone di Carrù ed entrambi si dilettavano con la caccia: a quel tempo c'erano già armi abbastanza moderne, ma ciononostante i nobili preferivano utilizzare le frecce, quasi a riprodurre i modelli mitologici classici.
Per l'appunto una freccia fu fatale a questa Dama che morì durante una battuta di caccia.
Di lei è ricordato un quadro in cui indossa i panni della dea Diana cacciatrice con vesti blu: è per questo che è conosciuta come la Dama Blu.
Non si è mai saputo chi fosse stato ad ucciderla il primo venerdì del settembre 1663: si dice tuttavia che ogni primo venerdì del mese la dama esca da questa tela, che si trova nel castello, per cercare ancora il suo assassino.

## Monumenti e luoghi d'interesse
Carrù conta vari edifici storici, tra cui ricordiamo:

### Monumenti Civili
- Palazzo Lubatti
- Palazzo Alessi, dimora dei conti Canosio
- il castello, la cui esistenza è attestata già da un diploma imperiale di Enrico II, risalente al 1041. Il castello, ristrutturato negli anni ottanta, è sede della Cassa rurale ed artigiana di Carrù, ora Banca Alpi Marittime - Credito Cooperativo Carrù.

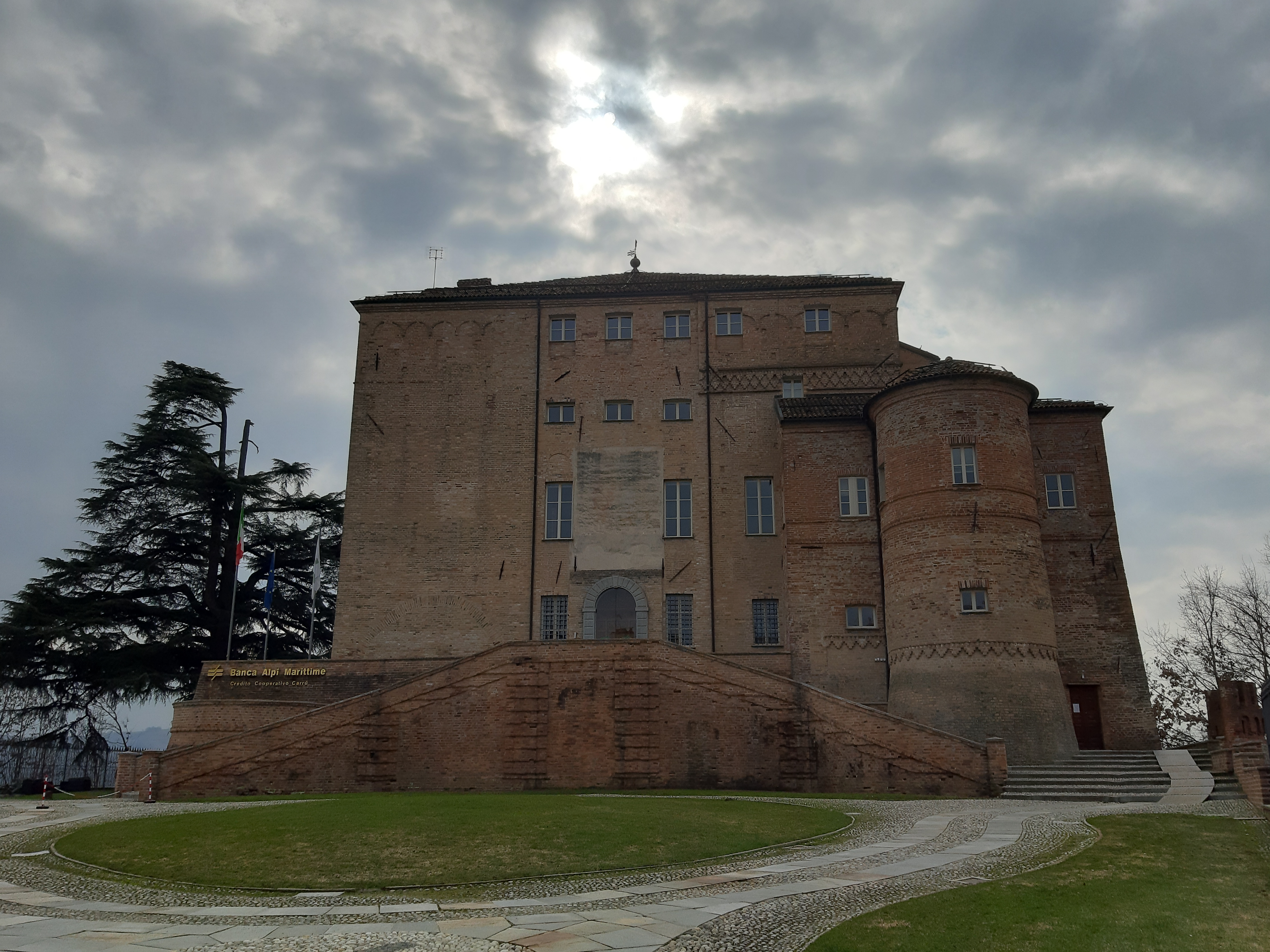
Castello di Carrù in una giornata invernale

### Monumenti religiosi
- la barocca chiesa parrocchiale di Maria Vergine Assunta, costruita dall'architetto Francesco Gallo
- le due chiese, un tempo private, dei Battuti Bianchi e dei Battuti Neri

## Società

### Evoluzione demografica
Abitanti censiti

### Etnie e minoranze straniere
Secondo i dati Istat al 31 dicembre 2017, i cittadini stranieri residenti a Carrù sono 418, così suddivisi per nazionalità, elencando per le presenze più significative:
1. Marocco, 99
2. Romania, 83
3. Albania, 79
4. Kosovo, 29

## Cultura

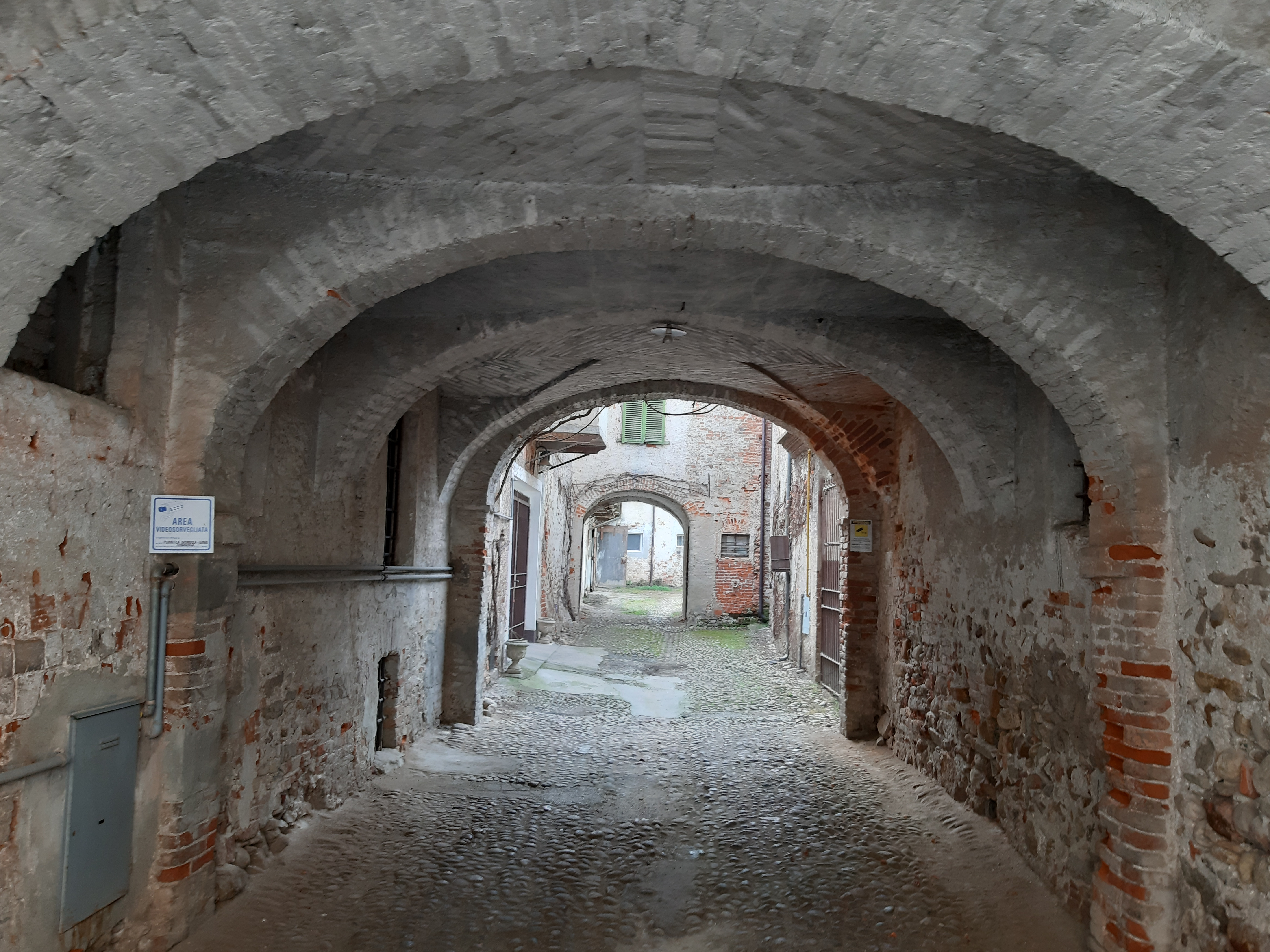
Portici a Carrù

### Eventi
- Sagra dell'uva - a settembre: mostre, spettacoli, serate danzanti e altre manifestazioni, che si conclude con la sfilata di carri allegorici l'ultima domenica del mese
- Fiera del Bue Grasso - secondo giovedì antecedente il Natale - che si tenne per la prima volta nel 1910 su iniziativa del Comizio agrario di Mondovì. La fiera si svolge tutti gli anni il secondo giovedì del mese di dicembre e coinvolge migliaia di persone mescolando le antiche tradizioni con il legame indiscutibile dell'uomo con la terra
- Fiera del Manzo e della Vacca Grassa - secondo giovedì di marzo - istituita da pochi anni per cercare di aumentare gli introiti che provengono dall'allevamento bovino
- Piacere Carrù... Manzi e buoi dei paesi tuoi - durante il primo weekend di maggio si organizza questa manifestazione. La domenica i principali ristoranti e locali si dividono le portate ed è possibile quindi mangiare pranzo o cena in modo "itinerante", spostandosi ad ogni portata
- Giugno Carrucese - durante tutto il mese di giugno vengono organizzate serate di festa e Notti Bianche con musica in tutto il paese
- Classiche Armonie, Festival Internazionale di Musica da Camera - tra la fine di agosto e l'inizio di settembre, rassegna concertistica con alcuni dei più importanti interpreti della scena musicale classica e contemporanea.

## Amministrazione

### Sindaci
| Periodo           | Periodo           | Primo cittadino         | Partito                    | Carica                    | Note |
| ----------------- | ----------------- | ----------------------- | -------------------------- | ------------------------- | ---- |
| 23 aprile 1995    | 2 gennaio 1996    | Matteo Filippi          | lista civica di centro     | Sindaco                   |      |
| 2 gennaio 1996    | 10 giugno 1996    | Lorella Masoero         |                            | Commissario Straordinario |      |
| 10 giugno 1996    | 17 aprile 2000    | Luigi Leonardo Restagno | lista civica               | Sindaco                   |      |
| 17 aprile 2000    | 3 aprile 2005     | Luigi Leonardo Restagno | centrodestra               | Sindaco                   |      |
| 4 aprile 2005     | 28 marzo 2010     | Maria Paola Marabotto   | lista civica               | Sindaco                   |      |
| 29 marzo 2010     | 31 maggio 2015    | Stefania Ieriti         | lista civica               | Sindaco                   |      |
| 31 maggio 2015    | 20 settembre 2020 | Stefania Ieriti         | lista civica: SI Amo Carrù | Sindaco                   |      |
| 21 settembre 2020 | in carica         | Nicola Schellino        | lista civica: Per Carrù    | Sindaco                   |      |

## Infrastrutture e trasporti
Carrù era servita da una propria stazione ferroviaria posta lungo la Ferrovia Bra-Ceva. La ferrovia è stata chiusa in seguito ai danni subiti dalla alluvione del 1994.